# Kanalinseln
Die Kanalinseln oder Normannischen Inseln (englisch Channel Islands, französisch Îles Anglo-Normandes, normannisch Îles de la Manche) sind eine Inselgruppe im südwestlichen Teil des Ärmelkanals – in Küstennähe des französischen Départements Manche. Auf den sieben bewohnten Inseln leben ungefähr 166.000 Personen (Stand 2015). Fünf der Inseln sind größer als ein Quadratkilometer.
Die Kanalinseln sind geologisch Gipfelreste des Armorikanischen Massivs und bestehen vor allem aus Tiefengesteinen (0,4 bis 2,6 Mrd. Jahre alt). Zu Inseln wurden sie nach dem Anstieg des Meeresspiegels nach der letzten Eiszeit vor rund 10.000 Jahren. Durch Erosion bildeten sich die heutigen Oberflächenformen: Jersey und Sark sind flache Plateaus mit hohen Küsten; Guernsey, Alderney und Herm dagegen – weiter nördlich gelegen – fallen von Süden nach Norden ab und haben im Norden flache Strände. Ihr vom Golfstrom beeinflusstes Klima begünstigt eine besondere Flora.
Im Zweiten Weltkrieg gelang es der deutschen Wehrmacht, sie als einziges britisches Gebiet zu besetzen – von 1940 bis Kriegsende. Die Spuren der deutschen Besatzung, wie hohe Geschütztürme aus Beton, Bunkeranlagen, sowie das Untergrundhospital von Jersey (das nie in Betrieb genommen wurde) sind bis heute sichtbar, da die Deutschen die Inseln zu regelrechten Seefestungen ausbauten, ähnlich wie Helgoland.

## Verwaltung
Politisch sind die Inseln in die Amtsbezirke oder Vogteien (englisch bailiwick) von Guernsey und Jersey unterteilt. Die beiden Amtsbezirke haben eigene Parlamente, die States.
Als Rest des historischen Herzogtums Normandie, dessen Festlandgebiet heute zu Frankreich gehört, sind die Kanalinseln weder ein Teil des Vereinigten Königreichs noch eine Kronkolonie, sondern als Kronbesitzungen (englisch crown dependency) direkt der britischen Krone (in ihrer Funktion als Herzöge der Normandie) unterstellt (→ Suzeränität). Diesen Sonderstatus hat ansonsten nur noch die Isle of Man.
Obwohl die Kanalinseln geographisch nicht zu den britischen Inseln gehören, werden sie oftmals aus politischen Gründen zu ihnen gezählt. Beim Beitritt Großbritanniens 1973 zur Europäischen Gemeinschaft wurde der Status der Kanalinseln in einem Zusatzprotokoll geregelt. Die Kanalinseln waren demnach nicht Mitglieder der EU, gehörten aber ihrem Zollgebiet an.
Die Kanalinseln sind mit mehr als 100 Finanzinstituten und 352 Versicherungsunternehmen (Stand: 2008) ein bedeutender Finanzplatz und gelten bis heute als attraktive Steueroase.

## Inseln
- Karte mit allen Koordinaten:
- OSM |
- WikiMap

Bailiwick of Jersey
| Insel           | Fläche km² | Einwohner (2014) | Koordinaten                 |
| --------------- | ---------- | ---------------- | --------------------------- |
| Jersey          | 119,6      | 100.800          | 49° 13′ 0″ N, 2° 7′ 57″ W   |
| Les Dirouilles  | < 1        | unbewohnt        | 49° 19′ 30″ N, 2° 2′ 30″ W  |
| Ecréhous        | < 1        | unbewohnt        | 49° 17′ 30″ N, 1° 55′ 30″ W |
| Minquiers       | < 1        | unbewohnt        | 48° 58′ 30″ N, 2° 7′ 30″ W  |
| Pierres de Lecq | < 1        | unbewohnt        | 49° 17′ 30″ N, 2° 12′ 10″ W |
| La Motte        | …          | unbewohnt        | 49° 9′ 38″ N, 2° 4′ 38″ W   |

Bailiwick of Guernsey
| Insel                       | Fläche km² | Einwohner (2015) | Koordinaten                 |
| --------------------------- | ---------- | ---------------- | --------------------------- |
| Guernsey                    | 63,4       | 62.533           | 49° 27′ 21″ N, 2° 34′ 39″ W |
| Parish Saint Peter Port     |            |                  |                             |
| Herm                        | 2          | 79               | 49° 28′ 22″ N, 2° 26′ 58″ W |
| Jethou                      | 0,18       | 3                | 49° 27′ 28″ N, 2° 27′ 45″ W |
| Caquorobert                 | 0,0014     | unbewohnt        | 49° 27′ 56″ N, 2° 26′ 28″ W |
| Crevichon                   | 0,0022     | unbewohnt        | 49° 27′ 46″ N, 2° 27′ 53″ W |
| Grande Amfroque             | ?          | unbewohnt        | 49° 30′ 34″ N, 2° 24′ 37″ W |
| Parish Saint Pierre du Bois |            |                  |                             |
| Lihou                       | 0,156      | unbewohnt        | 49° 27′ 38″ N, 2° 40′ 6″ W  |
| Parish Torteval             |            |                  |                             |
| Les Hanois                  | 0,002      | unbewohnt        | 49° 26′ 13″ N, 2° 42′ 0″ W  |
| Parish Vale                 |            |                  |                             |
| Les Houmets                 | ?          | unbewohnt        | 49° 29′ 43″ N, 2° 29′ 55″ W |
| Dependency Alderney         |            |                  |                             |
| Alderney                    | 7,8        | 2020             | 49° 42′ 0″ N, 2° 12′ 0″ W   |
| Burhou                      | 0,13       | unbewohnt        | 49° 43′ 53″ N, 2° 15′ 7″ W  |
| Casquets                    | 0,03       | unbewohnt        | 49° 43′ 4″ N, 2° 22′ 7″ W   |
| Ortac                       | 0,003      | unbewohnt        | 49° 43′ 23″ N, 2° 17′ 26″ W |
| Renonquet                   | ?          | unbewohnt        | 49° 44′ 4″ N, 2° 16′ 38″ W  |
| Dependency Sark             |            |                  |                             |
| Sark                        | 5,5        | 492              | 49° 26′ 0″ N, 2° 22′ 0″ W   |
| Brecqhou                    | 0,6        | 2                | 49° 25′ 53″ N, 2° 23′ 14″ W |

1. 1 2 3 4 5 6  Gruppe von Riffen und Klippen
2. ↑  inklusive Jethou
3. 1 2  Gezeiteninsel

## Geschichte

### Frühgeschichte

Ansteigen des Meeresspiegels im Bereich der Kanalinseln von 8000 v. Chr. bis heute

Die Kanalinseln gehören zu den Gebieten, die vor dem nacheiszeitlichen Meeresanstieg, der etwa 4000 v. Chr. abgeschlossen war, Teil des kontinentalen Festlands waren und bereits früh besiedelt wurden. Älteste Funde aus dem Mittelpaläolithikum stammen aus der Höhle von La Cotte de St. Brelade. Als die ältesten neolithischen Fundorte gelten Les Fouaillages auf Guernsey und Le Pinnacle auf Jersey, wenn auch die Zuordnung der Funde aus Les Fouaillages zur Bandkeramik nicht mehr aufrechterhalten werden kann. Im weiteren Verlauf der Jungsteinzeit wurden zahlreiche Megalithanlagen und Steinkisten erbaut. Von den ursprünglichen Anlagen sind noch 25 erhalten. Es gibt einige Menhire, zwei davon (der Castel Church Menhir und die Gran’ Mère du Chimquière, beide auf Guernsey) sind anthropomorph gestaltet. St. Peter Port war bereits in der Eisenzeit ein Handelsstützpunkt. Zahlreiche römerzeitliche Funde, unter anderem ein Wrack im Hafen von Saint Peter Port, belegen Handel mit dem Festland.

### Mittelalter
Im Mittelalter waren die Kanalinseln Teil der Ländereien des Herzogs der Normandie.
Im Jahre 1066 eroberte Wilhelm der Eroberer, Herzog der Normandie, England und wurde englischer König. Im Laufe der folgenden Jahrhunderte gingen alle Ländereien in Frankreich verloren, nur die Kanalinseln blieben im Besitz der normannischen Herzöge; dieser Titel wird auch heute noch in Personalunion von den Königen und Königinnen des Vereinigten Königreiches getragen. Die Französische Sprache wird von Teilen der Bevölkerung in Form eines speziellen Dialekts (Patois) noch heute gesprochen (siehe unten Sprache).

### Zweiter Weltkrieg
Während des Zweiten Weltkrieges wurden die Kanalinseln von der Krone Mitte Juni 1940 demilitarisiert und zur offenen Stadt erklärt. Am 28. Juni starben bei Luftangriffen der Luftwaffe 44 Menschen, ausschließlich Zivilisten. Die Deutschen wussten nicht, dass die Inseln demilitarisiert waren, da dies erst am 30. Juni mitgeteilt wurde. Am Abend des 30. Juni 1940 landeten die Deutschen mit fünf Ju 52 ohne jegliche Gegenwehr auf dem menschenleeren Flughafen Jersey bei Saint Helier. Sie beschlagnahmten Fahrzeuge und fuhren in die Stadt. Am 1. Juli landeten zehn Ju-52 in Guernsey. 22.656 der rund 94.000 Einwohner, darunter fast alle Einwohner der Insel Alderney, waren kurz zuvor nach Großbritannien evakuiert worden. Nur auf Sark gab es keine Evakuierungen.
Die deutsche Besatzung galt als „milde Besatzung“. Die Besatzer praktizierten eine „Indirekte Herrschaft“; die Verwaltung blieb in den Händen der örtlichen Behörden. Wehrmachtsoldaten und britische Polizisten gingen gemeinsam auf Streife. 1309 Einwohner der Kanalinseln wurden wegen Verstößen gegen Anordnungen der deutschen Besatzer verhaftet und verurteilt. 200 bis 250 dieser Männer und Frauen wurden nach Frankreich und Deutschland deportiert. 29 von ihnen starben infolge der Haftbedingungen in Gefängnissen und Konzentrationslagern (KZ), darunter drei jüdische Frauen aus Österreich und Polen, die 1942 in das Konzentrations- und Vernichtungslager Auschwitz deportiert und dort ermordet wurden.

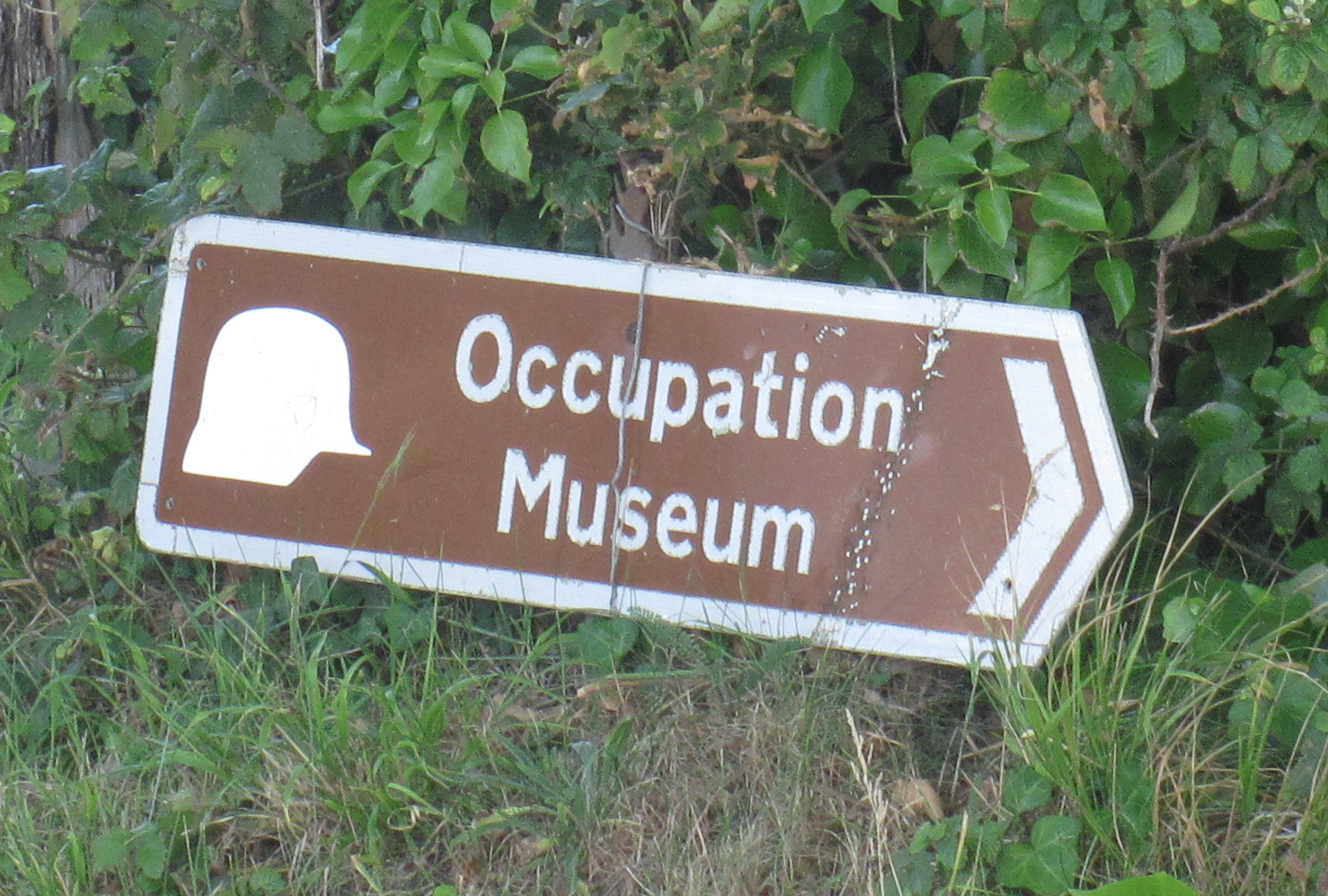
Hinweisschild zum Besatzungsmuseum auf Guernsey

Die Kanalinseln wurden von den Besatzern zu einem schwer befestigten Teil des Atlantikwalls umgerüstet: Die Abwehrpläne sahen verstärkte Betonbauten, unterirdische Kammern und Tunnel als Schutzräume sowie Eisenbahnschienen und Panzerabwehrmauern vor. Auf den Inseln gab es 16 Küstenbatterien sowie leichte und schwere Flak-Stellungen. Diese Anlagen spielten während des Krieges allerdings keine Rolle, da Großbritannien die Bewohner nicht gefährden wollte. Daher kam es nicht zu Kampfhandlungen.
Anfang Mai 1945 lag der britische Zerstörer Bulldog vor Guernsey, wo über die Kapitulation der deutschen Truppen auf den Kanalinseln verhandelt wurde. Die Kapitulation erfolgte schließlich an Bord des Schiffes am 9. Mai 1945 durch den deutschen Generalmajor Siegfried Heine, der damit die Kanalinseln kampflos den britischen Truppen übergab. Der 9. Mai wird seither als „Liberation day“ gefeiert. Britische Truppen erreichten am 16. Mai 1945 Alderney.
Auf Guernsey gibt es das German Occupation Museum (deutsch Museum der deutschen Besatzung), das authentische Exponate aus der Zeit der Besatzung zeigt. Am 25. und 26. Juli 2024 wurden auf Guernsey und auf Jersey insgesamt 35 Stolpersteine zum Gedenken an die NS-Opfer verlegt, zumeist vor dem letzten selbstgewählten Wohnsitz.

## Sprache
Als Untertanen des Herzogs der Normandie sprachen die Bewohner der Kanalinseln das von den Engländern mit Norman French bezeichnete mittelalterliche Französisch in seiner normannischen Variante. Der auf Jersey geborene Robert Wace (etwa 1110–1174), der erste dem Namen nach bekannte französische Dichter, verfasste seine um 1161 in Versform entstandenen Chroniken Roman de Brut und Roman de Rou [= Rollo] et des ducs de Normandie in dieser Sprache. Das normannische Patois hat sich vor allem auf Jersey und Guernsey in verschiedenen, von Kirchspiel zu Kirchspiel unterschiedlichen Varianten erhalten, die einige Inselfamilien noch beherrschen. Stärker als im Standardfranzösischen haben sich skandinavische bzw. altnordische Einflüsse erhalten. So stammt etacq bzw. etacquerel von altnordisch stakkr, was „hoher Felsen“ bedeutet. Die Suffixe auf -ey werden ebenfalls als skandinavisch interpretiert: ey oder oy bedeutet Insel. Der Name der wichtigsten Kultstätte aus dem Neolithikum auf Jersey, La Hougue Bie, ist aus skandinavischen Wörtern zusammengesetzt: Hougue bedeutet „Hügel“ und Bie erinnert an by, Ort oder Stätte. Auch der Name des Dehus-Dolmens auf Guernsey stammt aus dem Nordischen, wo dysse „Dolmen“ bedeutet.
Daneben hielt die französische Sprache Einzug und wurde Amtssprache. Noch um 1700 waren die Inseln französischsprachig. Heute noch sind der überwiegende Teil der Orts- und Flurbezeichnungen sowie zahlreiche Familiennamen französisch oder französischen Ursprungs. So war es selbstverständlich, dass die ersten Ortszeitungen auf den Inseln auf Französisch erschienen und weit bis ins 19. Jahrhundert ihren Platz gegen die auf den Markt drängende englischsprachige Presse halten konnten.
Englisch wurde erst gegen Ende des 19. Jahrhunderts in den gesetzgebenden Versammlungen der einzelnen Inseln gebräuchlich, in den Schulen sogar noch später. Doch blieben französische Formulierungen besonders für Rechtsgeschäfte bis heute erhalten. Zwar ist Englisch heute die Umgangssprache, doch das einheimische Patois ist noch auf den großen Inseln – mit Ausnahme von Alderney – zu hören; in St. Helier und im Südwesten von Guernsey auch in Pubs, die vor allem Ortsansässige besuchen. In den letzten Jahren haben sich auf Jersey und Guernsey Patois-Gruppen gebildet, deren Ziel die Erhaltung der für die Kultur und Tradition der Kanalinseln so wichtigen Sprache ist. Von den drei (mehr oder weniger) gebräuchlichen Sprachen hat das Patois den schwersten Stand; denn Französisch wird zumindest in einigen Kirchen noch regelmäßig gesprochen.